# 요한복음 6장
요한복음 6장은 신약성경 중 요한의 복음서의 여섯 번째 장을 의미한다. 오병이어의 기적, 물 위를 걷는 예수, 생명의 빵 담론이 모두 여기 서술되어 있으며, 대중이 그의 가르침을 받아들이지 못한 것과 베드로의 신앙고백, 그리고 가룟 유다의 배신도 여기서 등장한다.

## 장소
본 장에서는 갈릴래아의 여러 장소가 등장하는데, 3절과 15절에서는 갈릴래아호 동편의 산이 등장하고, 이후 갈릴래아호가 직접 등장하며, 카파르나움도 등장한다. 티베리아스에서 온 배들도 등장한다.

## 서두
6장은 요한복음 5장의 배경인 예루살렘에서 북쪽으로 수백킬로미터 떨어진 장소인 갈릴래아호수에서 시작한다. 유대에서 갈릴래아 사이의 여정은 전혀 언급되지 않는데, 요한복음은 이처럼 모든 사건들을 서술하지 않고 중요한 사건들에 집중하여 자세히 설명하기 때문에 많이 생략된 것처럼 읽힌다. 이에 대해 5장과 6장 사이의 구절이 사라졌다는 주장도 존재하나, 이에 대해 "완전히 제멋대로인 가정"이라는 반발도 존재한다. 예수는 갈릴래아호를 건너는데, 알버트 반즈와 플러머는 모두 이 방향이 서쪽에서 동쪽이라고 이야기 한다. 여기서 예수는 제자들을 앉히고 가르침을 전하는데, 이는 마태오의 복음서 5장에 나오는 산상 수훈과 루가의 복음서 6장에 나오는 평상 수훈과 유사하다. 찰스 엘리콧은 이 때 예수가 오른 산이 실제로 어떤 산을 오른 것이 아닌, 호수 동편의 구릉지를 의미한다고 해석했다.

## 오천명을 먹이시다
예수는 군중이 그에게 오는 것을 보고 필립보와 안드레아를 시험한다. 같은 장면을 서술한 마태복음과 루가복음에서는 이 때가 저녁임을 명시하고 있는 반면, 요한복음은 단지 유월절이 가까웠다고 서술할 뿐이다. 다만 6장과 7장에 의하면 예수와 제자들은 유월절을 쇠기 위해 예루살렘을 방문하지는 않고, 초막절에도 갈릴래아지역에서 활동을 계속한다.

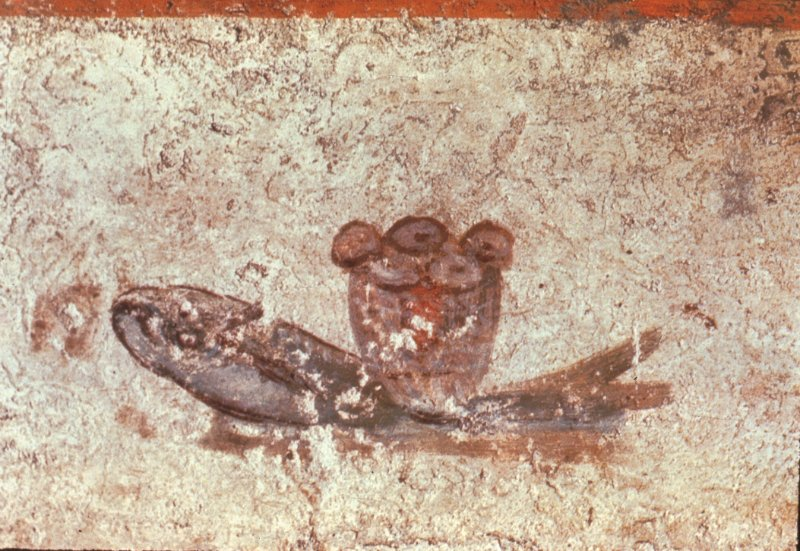
로마 산 칼리스토에 카타콤에 그려진 3세기 초의 벽화. 빵과 물고기가 그려져 있다.

5절에서 예수는 필립보에게 시험삼아 빵을 어디서 사올 수 있을지를 묻는다. 감리교 신학자인 조셉 벤슨은 필립보가 베싸이다의 원주민으로 그 지역을 잘 알기 때문에 시험의 대상이 되었다고 말한다. 또한 필립보가 이백 데나리온으로도 부족하다고 말한 부분으로부터, 그가 제자들의 회계와 공급을 담당했다고 보는 시각도 존재한다.
안드레아는 한 소년이 보리빵 다섯 개와 물고기 두 마리를 가지고 있다고 말한다. 여기서 안드레아는 시몬 베드로의 형제로 다시 한번 소개된다. 여기서 개역개정판과 새번역 성경에서는 "한 아이(παιδάριον ἓν)"라고 번역한데 비해 현대의 비평가들은 "한(ἓν)"이라는 부분은 이후에 추가된 것이라고 본다. 공동번역성서는 이를 반영하여 "웬 아이"로 적는다. 아이를 나타내기 위해 사용한 παιδάριον는 신약성경에서 단 한번 등장하는 단어로, 마태복음 14장에서는 그냥 다섯개의 빵과 두 마리의 물고기만 서술되어 있다. 이에 대해 존 길은 이 아이가 예수의 제자로, 식품 등 물품들을 가지고 다니던 사람이었을 것으로 추정한다.
예수는 제자들로 하여금 사람들을 앉히게 한 후에 빵을 들고 감사의 기도(ευχαριστησας)를 드리는데, 이것이 성찬의 영어표현인 eucharist의 어원이다. 이 감사기도는 당시 관습적으로 행해지던 것이 아니라는 주장도 있는데, 사복음서가 모두 이 축사를 언급하고 있다는 점과, 23절에서 콕 집어서 특별한 일처럼 다루고 있다는 것을 근거로 삼는다.
식사가 끝난 후에는 남은 빵 조각들을 제자들이 모으자 열두 광주리가 가득 채워지는데, 12명의 제자가 각각 광주리를 하나씩 들고 빵조각을 수집했기 때문에 12개의 광주리에 모인 것이라는 해설이 있다. 다만 제자의 수가 열둘이라는 것은 이후 67절에서 처음 직접 언급된다. 루터교 신학자인 크리스토프 루타르트는 이를 십이지파와 연관지어 설명한다.

## 예언자와 왕
군중은 요한복음 5장 45절에서 예수가 이미 인정했듯 예수를 모세에 의해 오리라 예언된 예언자라고 믿기 시작한다. 하지만 군중은 이를 정치적으로 해석하여 "억지로라도" 왕으로 추대하려한다. 이에 따라 예수는 혼자서 다시 산으로 대피한다. 일부 사본에서는 산에 올라가 기도했다는 내용이 추가되기도 하고, 시리아어와 그으즈어, 페르시아어 버전에서는 "다시"라는 부분이 빠져있다. 아우구스티누스는 여기서 군중이 두 가지 착각을 했다고 말하는데, 첫째는 하느님의 나라가 이미 세워졌다는 착각이고, 둘째는 이 나라가 세상에 물리적으로 현현한다는 착각이다. 루터교 신학자 해롤드 불스는 이것이 예수에게 커다란 시험이 되었기 때문에 제자들과 군중들을 위해 예수가 산에서 기도했다고 주장한다.
예수가 산에 올라간 후 제자들은 예수를 두고 갈릴래아호 서북쪽의 카파르나움으로 배를 타고 간다. 티베리아스에서 카파르나움으로 가기 위해서는 연안을 따라 서쪽으로 가야 했는데, 요르단강 북쪽 골짜기에서 불어오는 북풍으로 배가 호수 한가운데로 밀려나게 된다. 22절에서 볼 수 있듯 이 때 호수에 뜬 배는 제자들이 탄 배밖에 없었다.

## 같이 보기
- 생명의 빵 담론
- 카파르나움
- 만나
- 갈릴래아호